# Prime Football Club
Maillots
Le Living Springs Football Club (Prime Football Club jusqu'en 2010) est un club nigérian de football basé à Oshogbo.